# Antônio Simões Ribeiro

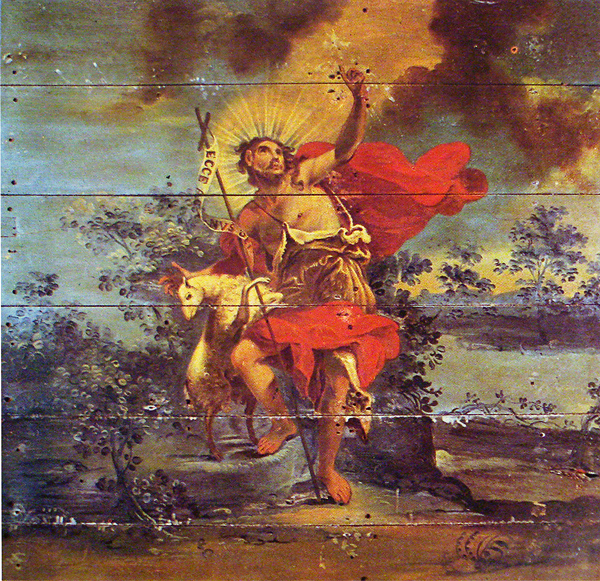
Ecce Agnus Dei, 1745, couvent de Santa Clara do Desterro, Salvador

Antônio Simões Ribeiro était un peintre d'origine portugaise actif au Brésil au XVIIIe siècle. Il a été l'un des initiateurs, au Brésil, de la technique de peinture illusionniste, qui simulait l'architecture tridimensionnelle, apprise à Lisbonne grâce à la diffusion de l'œuvre d'Andrea Pozzo.
Il est arrivé à Salvador de Bahia vers 1735 et a laissé des œuvres dans plusieurs églises locales, qui ont presque toutes été perdues par la suite. Ses disciples étaient José Joaquim da Rocha, Domingos da Costa Filgueira, José Teófilo de Jesus et Antônio Joaquim Franco Velasco.